# Polycotylus
Polycotylus es un género de plesiosaurio perteneciente a la familia Polycotylidae. La especie tipo es P. latippinis y fue nombrada por el paleontólogo estadounidense Edward Drinker Cope en 1869. Desde entonces se han identificado varias otras especies. El nombre significa "vértebra muy ahuecada", refiriéndose a la forma de las vértebras. Vivió en los mares de Norteamérica, Rusia y Australia hacia el final del Cretácico. Un fósil preserva a un adulto con un único feto de gran tamaño dentro de este, indicando que Polycotylus daba a luz crías vivas, una adaptación inusual entre los reptiles.

## Descripción

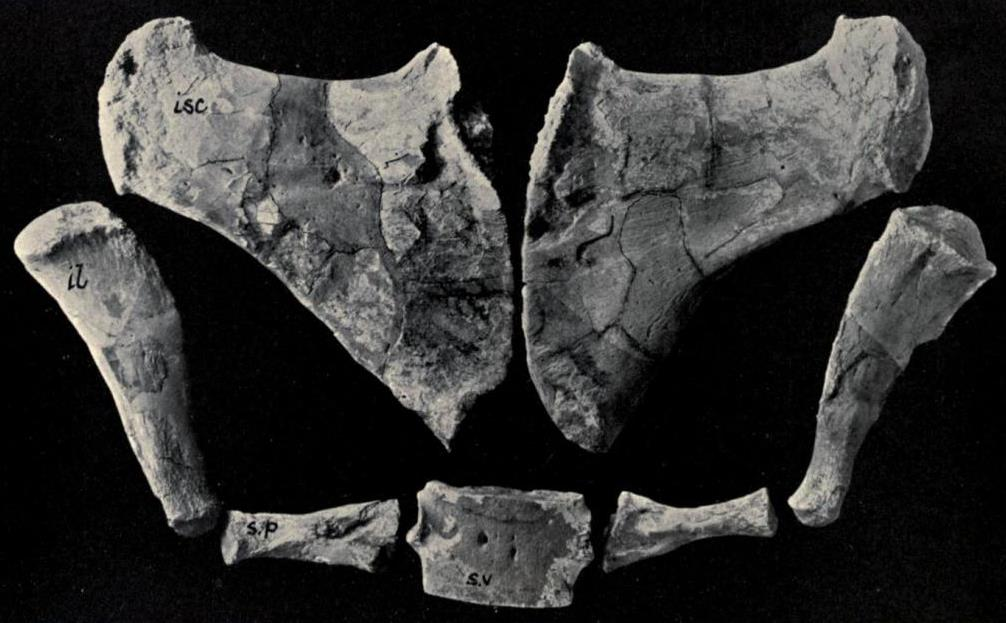
Fotografía de los huesos pélvicos de Polycotylus ischiadicus (1903).

Como todos los plesiosaurios, Polycotylus fue un gran reptil marino con una cola corta, grandes aletas, y un cuerpo ancho. Tenía un cuello corto y una cabeza alargada, midiendo hasta 5 metros de largo. Sin embargo, tenía más vértebras cervicales que otros policotílidos. Se piensa que Polycotylus es un policotílido basal debido a estas vértebras adicionales del cuello (un rasgo que lo vincula con sus antecesores de cuello largo) y por su húmero con una forma más primitiva. El largo isquion de la pelvis es una característica distintiva de Polycotylus, así como sus gruesios dientes con estrías en su superficie, un estrecho hueso pterigoides en el paladar y una baja cresta sagital en la parte superior del cráneo.

## Historia
Edward Drinker Cope nombró a Polycotylus de la Formación Niobrara en Kansas en 1869. Los huesos del holotipo en los que él basó su descripción eran fragmentarios, representando sólo una pequeña parte del esqueleto. Un esqueleto más completo fue hallado más tarde en Kansas y fue descrito en 1906. Un esqueleto casi completo fue hallado en 1949 en la Formación Mooreville Chalk en Alabama, pero no fue descrito hasta 2002.

## Clasificación
A diferencia de otros plesiosaurios mejor conocidos como Plesiosaurus y Elasmosaurus, Polycotylus tenía un cuello corto. Esto llevó a clasificarlo inicialmente como un pliosaurio, grandes reptiles marinos pertenecientes a la superfamilia Pliosauroidea, cercanamente relacionados con los verdaderos plesiosaurios (los cuales conforman la superfamilia Plesiosauroidea). Polycotylus y los demás policotílidos se parecen superficialmente a los pliosaurios como Liopleurodon y Peloneustes debido a sus cuellos cortos, cabezas grandes, y otras proporciones corporales que difieren de los demás plesiosaurios.

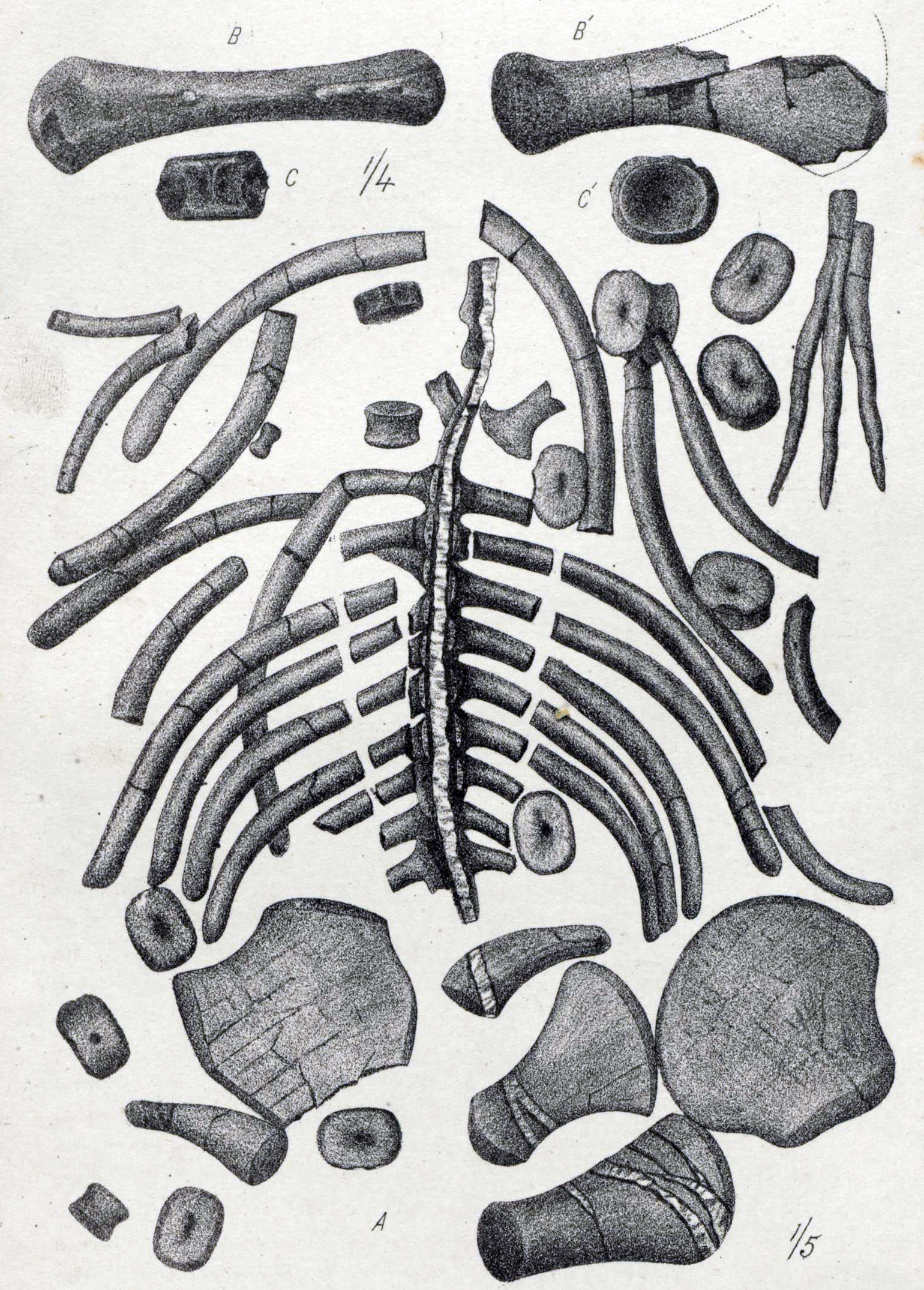
A: Cimoliasaurus, B-C: Polycotylus tenuis.

A medida que los análisis filogenéticos se volvieron más comunes en las últimas décadas, la clasificación de Polycotylus y otros plesiosaurios ha estado bajo continua revisión. En 1997, Los policotílidos fueron reasignados como parientes cercanos de los elasmosáuridos de cuello largo. En un estudio de 2001, Polycotylus fue clasificado como un plesiosaurio criptocleidoideo derivado emparentado cercanamente con plesiosaurios del Jurásico como Cryptocleidus. A continuación un cladograma de un estudio de 2004 que apoya una conclusión similar:
|  | Polycotylus                                                        |
|  |                                                                    |
|  | Edgarosaurus                                                       |
|  |                                                                    |
|  | \| \| Dolichorhynchops \| \| \| \| \| \| Trinacromerum \| \| \| \| |
|  |                                                                    |
|  | Dolichorhynchops                                                   |
|  |                                                                    |
|  | Trinacromerum                                                      |
|  |                                                                    |

|  | Dolichorhynchops |
|  |                  |
|  | Trinacromerum    |
|  |                  |

|  | Polycotylus                                                        |
|  |                                                                    |
|  | Edgarosaurus                                                       |
|  |                                                                    |
|  | \| \| Dolichorhynchops \| \| \| \| \| \| Trinacromerum \| \| \| \| |
|  |                                                                    |
|  | Dolichorhynchops                                                   |
|  |                                                                    |
|  | Trinacromerum                                                      |
|  |                                                                    |

|  | Dolichorhynchops |
|  |                  |
|  | Trinacromerum    |
|  |                  |

|  | Polycotylus                                                        |
|  |                                                                    |
|  | Edgarosaurus                                                       |
|  |                                                                    |
|  | \| \| Dolichorhynchops \| \| \| \| \| \| Trinacromerum \| \| \| \| |
|  |                                                                    |
|  | Dolichorhynchops                                                   |
|  |                                                                    |
|  | Trinacromerum                                                      |
|  |                                                                    |

|  | Dolichorhynchops |
|  |                  |
|  | Trinacromerum    |
|  |                  |

|  | Polycotylus                                                        |
|  |                                                                    |
|  | Edgarosaurus                                                       |
|  |                                                                    |
|  | \| \| Dolichorhynchops \| \| \| \| \| \| Trinacromerum \| \| \| \| |
|  |                                                                    |
|  | Dolichorhynchops                                                   |
|  |                                                                    |
|  | Trinacromerum                                                      |
|  |                                                                    |

|  | Dolichorhynchops |
|  |                  |
|  | Trinacromerum    |
|  |                  |

|  | Polycotylus                                                        |
|  |                                                                    |
|  | Edgarosaurus                                                       |
|  |                                                                    |
|  | \| \| Dolichorhynchops \| \| \| \| \| \| Trinacromerum \| \| \| \| |
|  |                                                                    |
|  | Dolichorhynchops                                                   |
|  |                                                                    |
|  | Trinacromerum                                                      |
|  |                                                                    |

|  | Dolichorhynchops |
|  |                  |
|  | Trinacromerum    |
|  |                  |

|  | Polycotylus                                                        |
|  |                                                                    |
|  | Edgarosaurus                                                       |
|  |                                                                    |
|  | \| \| Dolichorhynchops \| \| \| \| \| \| Trinacromerum \| \| \| \| |
|  |                                                                    |
|  | Dolichorhynchops                                                   |
|  |                                                                    |
|  | Trinacromerum                                                      |
|  |                                                                    |

|  | Dolichorhynchops |
|  |                  |
|  | Trinacromerum    |
|  |                  |

|  | Polycotylus                                                        |
|  |                                                                    |
|  | Edgarosaurus                                                       |
|  |                                                                    |
|  | \| \| Dolichorhynchops \| \| \| \| \| \| Trinacromerum \| \| \| \| |
|  |                                                                    |
|  | Dolichorhynchops                                                   |
|  |                                                                    |
|  | Trinacromerum                                                      |
|  |                                                                    |

|  | Dolichorhynchops |
|  |                  |
|  | Trinacromerum    |
|  |                  |

|  | Polycotylus                                                        |
|  |                                                                    |
|  | Edgarosaurus                                                       |
|  |                                                                    |
|  | \| \| Dolichorhynchops \| \| \| \| \| \| Trinacromerum \| \| \| \| |
|  |                                                                    |
|  | Dolichorhynchops                                                   |
|  |                                                                    |
|  | Trinacromerum                                                      |
|  |                                                                    |

|  | Dolichorhynchops |
|  |                  |
|  | Trinacromerum    |
|  |                  |

|  | Polycotylus                                                        |
|  |                                                                    |
|  | Edgarosaurus                                                       |
|  |                                                                    |
|  | \| \| Dolichorhynchops \| \| \| \| \| \| Trinacromerum \| \| \| \| |
|  |                                                                    |
|  | Dolichorhynchops                                                   |
|  |                                                                    |
|  | Trinacromerum                                                      |
|  |                                                                    |

|  | Dolichorhynchops |
|  |                  |
|  | Trinacromerum    |
|  |                  |

|  | Polycotylus                                                        |
|  |                                                                    |
|  | Edgarosaurus                                                       |
|  |                                                                    |
|  | \| \| Dolichorhynchops \| \| \| \| \| \| Trinacromerum \| \| \| \| |
|  |                                                                    |
|  | Dolichorhynchops                                                   |
|  |                                                                    |
|  | Trinacromerum                                                      |
|  |                                                                    |

|  | Dolichorhynchops |
|  |                  |
|  | Trinacromerum    |
|  |                  |

|  | Polycotylus                                                        |
|  |                                                                    |
|  | Edgarosaurus                                                       |
|  |                                                                    |
|  | \| \| Dolichorhynchops \| \| \| \| \| \| Trinacromerum \| \| \| \| |
|  |                                                                    |
|  | Dolichorhynchops                                                   |
|  |                                                                    |
|  | Trinacromerum                                                      |
|  |                                                                    |

|  | Dolichorhynchops |
|  |                  |
|  | Trinacromerum    |
|  |                  |

|  | Polycotylus                                                        |
|  |                                                                    |
|  | Edgarosaurus                                                       |
|  |                                                                    |
|  | \| \| Dolichorhynchops \| \| \| \| \| \| Trinacromerum \| \| \| \| |
|  |                                                                    |
|  | Dolichorhynchops                                                   |
|  |                                                                    |
|  | Trinacromerum                                                      |
|  |                                                                    |

|  | Dolichorhynchops |
|  |                  |
|  | Trinacromerum    |
|  |                  |

|  | Polycotylus                                                        |
|  |                                                                    |
|  | Edgarosaurus                                                       |
|  |                                                                    |
|  | \| \| Dolichorhynchops \| \| \| \| \| \| Trinacromerum \| \| \| \| |
|  |                                                                    |
|  | Dolichorhynchops                                                   |
|  |                                                                    |
|  | Trinacromerum                                                      |
|  |                                                                    |

|  | Dolichorhynchops |
|  |                  |
|  | Trinacromerum    |
|  |                  |

|  | Polycotylus                                                        |
|  |                                                                    |
|  | Edgarosaurus                                                       |
|  |                                                                    |
|  | \| \| Dolichorhynchops \| \| \| \| \| \| Trinacromerum \| \| \| \| |
|  |                                                                    |
|  | Dolichorhynchops                                                   |
|  |                                                                    |
|  | Trinacromerum                                                      |
|  |                                                                    |

|  | Dolichorhynchops |
|  |                  |
|  | Trinacromerum    |
|  |                  |

|  | Polycotylus                                                        |
|  |                                                                    |
|  | Edgarosaurus                                                       |
|  |                                                                    |
|  | \| \| Dolichorhynchops \| \| \| \| \| \| Trinacromerum \| \| \| \| |
|  |                                                                    |
|  | Dolichorhynchops                                                   |
|  |                                                                    |
|  | Trinacromerum                                                      |
|  |                                                                    |

|  | Dolichorhynchops |
|  |                  |
|  | Trinacromerum    |
|  |                  |

|  | Polycotylus                                                        |
|  |                                                                    |
|  | Edgarosaurus                                                       |
|  |                                                                    |
|  | \| \| Dolichorhynchops \| \| \| \| \| \| Trinacromerum \| \| \| \| |
|  |                                                                    |
|  | Dolichorhynchops                                                   |
|  |                                                                    |
|  | Trinacromerum                                                      |
|  |                                                                    |

|  | Dolichorhynchops |
|  |                  |
|  | Trinacromerum    |
|  |                  |

|  | Polycotylus                                                        |
|  |                                                                    |
|  | Edgarosaurus                                                       |
|  |                                                                    |
|  | \| \| Dolichorhynchops \| \| \| \| \| \| Trinacromerum \| \| \| \| |
|  |                                                                    |
|  | Dolichorhynchops                                                   |
|  |                                                                    |
|  | Trinacromerum                                                      |
|  |                                                                    |

|  | Dolichorhynchops |
|  |                  |
|  | Trinacromerum    |
|  |                  |

|  | Polycotylus                                                        |
|  |                                                                    |
|  | Edgarosaurus                                                       |
|  |                                                                    |
|  | \| \| Dolichorhynchops \| \| \| \| \| \| Trinacromerum \| \| \| \| |
|  |                                                                    |
|  | Dolichorhynchops                                                   |
|  |                                                                    |
|  | Trinacromerum                                                      |
|  |                                                                    |

|  | Dolichorhynchops |
|  |                  |
|  | Trinacromerum    |
|  |                  |

|  | Polycotylus                                                        |
|  |                                                                    |
|  | Edgarosaurus                                                       |
|  |                                                                    |
|  | \| \| Dolichorhynchops \| \| \| \| \| \| Trinacromerum \| \| \| \| |
|  |                                                                    |
|  | Dolichorhynchops                                                   |
|  |                                                                    |
|  | Trinacromerum                                                      |
|  |                                                                    |

|  | Dolichorhynchops |
|  |                  |
|  | Trinacromerum    |
|  |                  |

|  | Polycotylus                                                        |
|  |                                                                    |
|  | Edgarosaurus                                                       |
|  |                                                                    |
|  | \| \| Dolichorhynchops \| \| \| \| \| \| Trinacromerum \| \| \| \| |
|  |                                                                    |
|  | Dolichorhynchops                                                   |
|  |                                                                    |
|  | Trinacromerum                                                      |
|  |                                                                    |

|  | Dolichorhynchops |
|  |                  |
|  | Trinacromerum    |
|  |                  |

|  | Polycotylus                                                        |
|  |                                                                    |
|  | Edgarosaurus                                                       |
|  |                                                                    |
|  | \| \| Dolichorhynchops \| \| \| \| \| \| Trinacromerum \| \| \| \| |
|  |                                                                    |
|  | Dolichorhynchops                                                   |
|  |                                                                    |
|  | Trinacromerum                                                      |
|  |                                                                    |

|  | Dolichorhynchops |
|  |                  |
|  | Trinacromerum    |
|  |                  |

|  | Polycotylus                                                        |
|  |                                                                    |
|  | Edgarosaurus                                                       |
|  |                                                                    |
|  | \| \| Dolichorhynchops \| \| \| \| \| \| Trinacromerum \| \| \| \| |
|  |                                                                    |
|  | Dolichorhynchops                                                   |
|  |                                                                    |
|  | Trinacromerum                                                      |
|  |                                                                    |

|  | Dolichorhynchops |
|  |                  |
|  | Trinacromerum    |
|  |                  |

|  | Polycotylus                                                        |
|  |                                                                    |
|  | Edgarosaurus                                                       |
|  |                                                                    |
|  | \| \| Dolichorhynchops \| \| \| \| \| \| Trinacromerum \| \| \| \| |
|  |                                                                    |
|  | Dolichorhynchops                                                   |
|  |                                                                    |
|  | Trinacromerum                                                      |
|  |                                                                    |

|  | Dolichorhynchops |
|  |                  |
|  | Trinacromerum    |
|  |                  |

|  | Polycotylus                                                        |
|  |                                                                    |
|  | Edgarosaurus                                                       |
|  |                                                                    |
|  | \| \| Dolichorhynchops \| \| \| \| \| \| Trinacromerum \| \| \| \| |
|  |                                                                    |
|  | Dolichorhynchops                                                   |
|  |                                                                    |
|  | Trinacromerum                                                      |
|  |                                                                    |

|  | Dolichorhynchops |
|  |                  |
|  | Trinacromerum    |
|  |                  |

|  | Polycotylus                                                        |
|  |                                                                    |
|  | Edgarosaurus                                                       |
|  |                                                                    |
|  | \| \| Dolichorhynchops \| \| \| \| \| \| Trinacromerum \| \| \| \| |
|  |                                                                    |
|  | Dolichorhynchops                                                   |
|  |                                                                    |
|  | Trinacromerum                                                      |
|  |                                                                    |

|  | Dolichorhynchops |
|  |                  |
|  | Trinacromerum    |
|  |                  |

|  | Polycotylus                                                        |
|  |                                                                    |
|  | Edgarosaurus                                                       |
|  |                                                                    |
|  | \| \| Dolichorhynchops \| \| \| \| \| \| Trinacromerum \| \| \| \| |
|  |                                                                    |
|  | Dolichorhynchops                                                   |
|  |                                                                    |
|  | Trinacromerum                                                      |
|  |                                                                    |

|  | Dolichorhynchops |
|  |                  |
|  | Trinacromerum    |
|  |                  |

|  | Polycotylus                                                        |
|  |                                                                    |
|  | Edgarosaurus                                                       |
|  |                                                                    |
|  | \| \| Dolichorhynchops \| \| \| \| \| \| Trinacromerum \| \| \| \| |
|  |                                                                    |
|  | Dolichorhynchops                                                   |
|  |                                                                    |
|  | Trinacromerum                                                      |
|  |                                                                    |

|  | Dolichorhynchops |
|  |                  |
|  | Trinacromerum    |
|  |                  |

|  | Polycotylus                                                        |
|  |                                                                    |
|  | Edgarosaurus                                                       |
|  |                                                                    |
|  | \| \| Dolichorhynchops \| \| \| \| \| \| Trinacromerum \| \| \| \| |
|  |                                                                    |
|  | Dolichorhynchops                                                   |
|  |                                                                    |
|  | Trinacromerum                                                      |
|  |                                                                    |

|  | Dolichorhynchops |
|  |                  |
|  | Trinacromerum    |
|  |                  |

|  | Polycotylus                                                        |
|  |                                                                    |
|  | Edgarosaurus                                                       |
|  |                                                                    |
|  | \| \| Dolichorhynchops \| \| \| \| \| \| Trinacromerum \| \| \| \| |
|  |                                                                    |
|  | Dolichorhynchops                                                   |
|  |                                                                    |
|  | Trinacromerum                                                      |
|  |                                                                    |

|  | Dolichorhynchops |
|  |                  |
|  | Trinacromerum    |
|  |                  |

|  | Polycotylus                                                        |
|  |                                                                    |
|  | Edgarosaurus                                                       |
|  |                                                                    |
|  | \| \| Dolichorhynchops \| \| \| \| \| \| Trinacromerum \| \| \| \| |
|  |                                                                    |
|  | Dolichorhynchops                                                   |
|  |                                                                    |
|  | Trinacromerum                                                      |
|  |                                                                    |

|  | Dolichorhynchops |
|  |                  |
|  | Trinacromerum    |
|  |                  |

|  | Polycotylus                                                        |
|  |                                                                    |
|  | Edgarosaurus                                                       |
|  |                                                                    |
|  | \| \| Dolichorhynchops \| \| \| \| \| \| Trinacromerum \| \| \| \| |
|  |                                                                    |
|  | Dolichorhynchops                                                   |
|  |                                                                    |
|  | Trinacromerum                                                      |
|  |                                                                    |

|  | Dolichorhynchops |
|  |                  |
|  | Trinacromerum    |
|  |                  |

|  | Polycotylus                                                        |
|  |                                                                    |
|  | Edgarosaurus                                                       |
|  |                                                                    |
|  | \| \| Dolichorhynchops \| \| \| \| \| \| Trinacromerum \| \| \| \| |
|  |                                                                    |
|  | Dolichorhynchops                                                   |
|  |                                                                    |
|  | Trinacromerum                                                      |
|  |                                                                    |

|  | Dolichorhynchops |
|  |                  |
|  | Trinacromerum    |
|  |                  |

En 2007, Polycotylus fue situado en una nueva subfamilia de policotílidos denominada Polycotylinae. Un policotílido descrito recientemente llamado Eopolycotylus de Glen Canyon, Utah, fue encontrado como el pariente más cercano de Polycotylus. Dicho estudio de 2007 produjo un cladograma como el que sigue:
|  | Paluma        |
|  |               |
|  | UMUT MV 19965 |
|  |               |

|  | Trinacromerum                                                 |
|  |                                                               |
|  | \| \| Polycotylus \| \| \| \| \| \| Eopolycotylus \| \| \| \| |
|  |                                                               |
|  | Polycotylus                                                   |
|  |                                                               |
|  | Eopolycotylus                                                 |
|  |                                                               |

|  | Polycotylus   |
|  |               |
|  | Eopolycotylus |
|  |               |

|  | Trinacromerum                                                 |
|  |                                                               |
|  | \| \| Polycotylus \| \| \| \| \| \| Eopolycotylus \| \| \| \| |
|  |                                                               |
|  | Polycotylus                                                   |
|  |                                                               |
|  | Eopolycotylus                                                 |
|  |                                                               |

|  | Polycotylus   |
|  |               |
|  | Eopolycotylus |
|  |               |

|  | Paluma        |
|  |               |
|  | UMUT MV 19965 |
|  |               |

|  | Trinacromerum                                                 |
|  |                                                               |
|  | \| \| Polycotylus \| \| \| \| \| \| Eopolycotylus \| \| \| \| |
|  |                                                               |
|  | Polycotylus                                                   |
|  |                                                               |
|  | Eopolycotylus                                                 |
|  |                                                               |

|  | Polycotylus   |
|  |               |
|  | Eopolycotylus |
|  |               |

|  | Trinacromerum                                                 |
|  |                                                               |
|  | \| \| Polycotylus \| \| \| \| \| \| Eopolycotylus \| \| \| \| |
|  |                                                               |
|  | Polycotylus                                                   |
|  |                                                               |
|  | Eopolycotylus                                                 |
|  |                                                               |

|  | Polycotylus   |
|  |               |
|  | Eopolycotylus |
|  |               |

|  | Paluma        |
|  |               |
|  | UMUT MV 19965 |
|  |               |

|  | Trinacromerum                                                 |
|  |                                                               |
|  | \| \| Polycotylus \| \| \| \| \| \| Eopolycotylus \| \| \| \| |
|  |                                                               |
|  | Polycotylus                                                   |
|  |                                                               |
|  | Eopolycotylus                                                 |
|  |                                                               |

|  | Polycotylus   |
|  |               |
|  | Eopolycotylus |
|  |               |

|  | Trinacromerum                                                 |
|  |                                                               |
|  | \| \| Polycotylus \| \| \| \| \| \| Eopolycotylus \| \| \| \| |
|  |                                                               |
|  | Polycotylus                                                   |
|  |                                                               |
|  | Eopolycotylus                                                 |
|  |                                                               |

|  | Polycotylus   |
|  |               |
|  | Eopolycotylus |
|  |               |

|  | Paluma        |
|  |               |
|  | UMUT MV 19965 |
|  |               |

|  | Trinacromerum                                                 |
|  |                                                               |
|  | \| \| Polycotylus \| \| \| \| \| \| Eopolycotylus \| \| \| \| |
|  |                                                               |
|  | Polycotylus                                                   |
|  |                                                               |
|  | Eopolycotylus                                                 |
|  |                                                               |

|  | Polycotylus   |
|  |               |
|  | Eopolycotylus |
|  |               |

|  | Trinacromerum                                                 |
|  |                                                               |
|  | \| \| Polycotylus \| \| \| \| \| \| Eopolycotylus \| \| \| \| |
|  |                                                               |
|  | Polycotylus                                                   |
|  |                                                               |
|  | Eopolycotylus                                                 |
|  |                                                               |

|  | Polycotylus   |
|  |               |
|  | Eopolycotylus |
|  |               |

|  | Paluma        |
|  |               |
|  | UMUT MV 19965 |
|  |               |

|  | Trinacromerum                                                 |
|  |                                                               |
|  | \| \| Polycotylus \| \| \| \| \| \| Eopolycotylus \| \| \| \| |
|  |                                                               |
|  | Polycotylus                                                   |
|  |                                                               |
|  | Eopolycotylus                                                 |
|  |                                                               |

|  | Polycotylus   |
|  |               |
|  | Eopolycotylus |
|  |               |

|  | Trinacromerum                                                 |
|  |                                                               |
|  | \| \| Polycotylus \| \| \| \| \| \| Eopolycotylus \| \| \| \| |
|  |                                                               |
|  | Polycotylus                                                   |
|  |                                                               |
|  | Eopolycotylus                                                 |
|  |                                                               |

|  | Polycotylus   |
|  |               |
|  | Eopolycotylus |
|  |               |

|  | Paluma        |
|  |               |
|  | UMUT MV 19965 |
|  |               |

|  | Trinacromerum                                                 |
|  |                                                               |
|  | \| \| Polycotylus \| \| \| \| \| \| Eopolycotylus \| \| \| \| |
|  |                                                               |
|  | Polycotylus                                                   |
|  |                                                               |
|  | Eopolycotylus                                                 |
|  |                                                               |

|  | Polycotylus   |
|  |               |
|  | Eopolycotylus |
|  |               |

|  | Trinacromerum                                                 |
|  |                                                               |
|  | \| \| Polycotylus \| \| \| \| \| \| Eopolycotylus \| \| \| \| |
|  |                                                               |
|  | Polycotylus                                                   |
|  |                                                               |
|  | Eopolycotylus                                                 |
|  |                                                               |

|  | Polycotylus   |
|  |               |
|  | Eopolycotylus |
|  |               |

|  | Paluma        |
|  |               |
|  | UMUT MV 19965 |
|  |               |

|  | Trinacromerum                                                 |
|  |                                                               |
|  | \| \| Polycotylus \| \| \| \| \| \| Eopolycotylus \| \| \| \| |
|  |                                                               |
|  | Polycotylus                                                   |
|  |                                                               |
|  | Eopolycotylus                                                 |
|  |                                                               |

|  | Polycotylus   |
|  |               |
|  | Eopolycotylus |
|  |               |

|  | Trinacromerum                                                 |
|  |                                                               |
|  | \| \| Polycotylus \| \| \| \| \| \| Eopolycotylus \| \| \| \| |
|  |                                                               |
|  | Polycotylus                                                   |
|  |                                                               |
|  | Eopolycotylus                                                 |
|  |                                                               |

|  | Polycotylus   |
|  |               |
|  | Eopolycotylus |
|  |               |

|  | Paluma        |
|  |               |
|  | UMUT MV 19965 |
|  |               |

|  | Trinacromerum                                                 |
|  |                                                               |
|  | \| \| Polycotylus \| \| \| \| \| \| Eopolycotylus \| \| \| \| |
|  |                                                               |
|  | Polycotylus                                                   |
|  |                                                               |
|  | Eopolycotylus                                                 |
|  |                                                               |

|  | Polycotylus   |
|  |               |
|  | Eopolycotylus |
|  |               |

|  | Trinacromerum                                                 |
|  |                                                               |
|  | \| \| Polycotylus \| \| \| \| \| \| Eopolycotylus \| \| \| \| |
|  |                                                               |
|  | Polycotylus                                                   |
|  |                                                               |
|  | Eopolycotylus                                                 |
|  |                                                               |

|  | Polycotylus   |
|  |               |
|  | Eopolycotylus |
|  |               |

## Reproducción

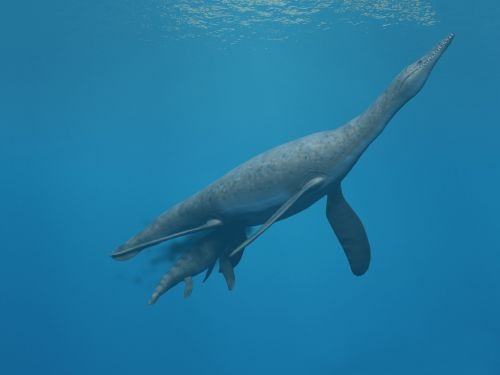
Recreación de un ejemplar dando a luz

Un fósil de P. latippinis catalogado como LACM 129639 incluye un individuo adulto con un feto único dentro del mismo. LACM 129639 fue hallado en Kansas en la década de 1980 y fue almacenado en el Museo de Historia Natural del Condado de Los Ángeles hasta que fue descrito en 2011. La longitud del feto es de cerca del 40 por ciento de la longitud de la madre. La gestación estaba probablemente completada en dos tercios basándose en lo que se sabe del desarrollo fetal de sus parientes los notosaurios. Este fósil sugiere que Polycotylus era vivíparo, dando a luz crías vivas (en vez de poner huevos).
El viviparismo, pudo haber sido la forma más común de reproducción entre los plesiosaurios, ya que les pudo haber sido muy difícil depositar sus huevos en tierra. Sus cuerpos no muestran adaptaciones para moverse en tierra, y los paleontólogos habían hipotetizado desde hacía un tiempo que debían haber dado a luz en el agua. Otros reptiles marinos como los ictiosaurios también eran vivíparos, pero LACM 129639 fue la primera evidencia directa de viviparimo en los plesiosaurios. Las vidas de Polycotylus y otros plesiosaurios eran de Selección K, lo que significa que pocas crías nacían de cada individuo pero cada nueva cría era cuidada hasta alcanzar la madurez. Debido a que daba a luz una sola cría grande, la madre Polycotylus probablemente le daba alguna forma de cuidado para que sobreviviera. F. Robin O'Keefe, uno de los descriptores de LACM 129639, sugiere que las vidas sociales de los plesiosauruios eran "más similares a las de los delfines modernos que a los demás reptiles." Las estrategias de ciclo vital de selección K son conocidas entre los mamíferos, pero son inusuales entre los reptiles.